# Pekan Kuala
Pekan Kuala is een bestuurslaag in het regentschap Langkat van de provincie Noord-Sumatra, Indonesië. Pekan Kuala telt 6329 inwoners (volkstelling 2010).